# Holcoceroides ferrugineotincta
Holcoceroides ferrugineotincta är en fjärilsart som beskrevs av Embrik Strand 1913. Holcoceroides ferrugineotincta ingår i släktet Holcoceroides och familjen träfjärilar. Inga underarter finns listade i Catalogue of Life.

## Bildgalleri

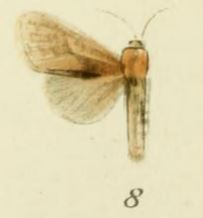